# یشیل‌اوز (آماسیه)
یشیل‌اوز (به ترکی استانبولی: Yeşilöz) یک منطقهٔ مسکونی در ترکیه است که در آماسیه واقع شده‌است.